# Samica Stęszewska
Die Samica Stęszewska ist ein kleiner linker Zufluss der Warthe in der polnischen Woiwodschaft Großpolen. Sie entspringt in einer Höhe von 78 m bei Grzebienisko (Kammthal), in der Gmina Duszniki (Duschnik), fließt durch die Posener Seenplatte, wobei sie mehrere, meist kleine Seen durchquert (der größte ist der Niepruszewskie-See mit 242 ha), überwiegend in südöstlicher Richtung über Stęszew (Stenschewo) und Mosina (Moschin), berührt dabei den Wielkopolski-Nationalpark (Wielkopolski Park Narodowy) mit den Reservaten Trzcielińskie Bagno und Czapliniec und mündet nach einem Lauf von 37,8 km im Bereich des Rogaliner Landschaftsparks (Rogaliński Park Krajobrazowy) bei Rogalinek in die Warthe. Der Unterlauf bildet einen Teil des Mosiński-Kanals, der die Warthe mit der Obra verbindet. Das Einzugsgebiet wird mit 182,7 km² angegeben. Der Fluss ist ein Revier für erfahrene Kanuten.